# Lavochkin La-11
Lavochkin La-11 (tên ký hiệu của NATO: Fang) là một máy bay tiêm kích động cơ piston tầm xa của Liên Xô sau Chiến tranh Thế giới II.

## Phát triển
Một trong những khuyến cáo từ các thử nghiệm cấp nhà nước của Lavochkin La-130 (nguyên mẫu của Lavochkin La-9) là cần phát triển hơn nữa để có thể trở thành một máy bay tiêm kích hộ tống tầm xa hiệu quả. Và nguyên mẫu sau có tên gọi La-134 (đôi khi cũng được gọi là La-9M) đã được cải tiến tăng khả năng mang nhiên liệu. Vũ khí giảm xuống còn ba khẩu pháo. Nguyên mẫu này bay vào tháng 5 năm 1947. Nguyên mẫu thứ hai là La-134D có khả năng chứa nhiên liệu cao hơn, thêm 275 lít (73 gallon) trong các thùng nhiên liệu ở cánh và thùng nhiên liệu phụ. Máy bay được trang bị loại lốp lớn để điều tiết trọng lượng gia tăng và tính tiện nghi cho các chuyến bay dài như ghế ngồi phải được lót thêm vật liệu mềm, nơi cất vũ khí và chỗ đi vệ sinh. Ngoài ra, một bộ dẫn đường bằng radio cũng được lắp đặt. Với những sửa đổi đó, hiệu suất chiến đấu của máy bay khi đầy nhiên liệu trở nên kém hơn. Tuy nhiên, máy bay chỉ có thể hoạt động hiệu quả trên độ cao dưới 7.000 m (23.000 ft). Máy bay tiêm kích mới, có tên gọi chính thức là La-11 bắt đầu sản xuất vào năm 1947. Đến khi kết thúc sản xuất vào năm 1951, tổng cộng đã có 1.182 chiếc được chế tạo.

## Lịch sử hoạt động
Những tài liệu chứng minh La-11 được sử dụng trong không chiến lần đầu vào ngày 8 tháng 4-1950, khi La-11 bắn hạ một chiếc PB4Y-2 Privateer phía trên Biển Baltic làm thiệt mạng phi hành đoàn gồm 10 người. Sau đó cùng năm, La-11 tiếp tục bắn rơi một chiếc Lockheed P2V Neptune. Tháng 7-1950, La-11 được sử dụng để thực hiện nhiệm vụ tuần tra chiến đấu trên không tại Bắc Triều Tiên. Mục tiêu chính của La-11 trong Chiến tranh Triều Tiên là những chiếc máy bay ném bom ban đêm Douglas A-26 Invader, mặc dù La-11 cũng đã nhiều lần giao tranh với những chiếc North American P-51 Mustang. Người ta đã thử dùng La-11 để ngăn chặn máy bay ném bom Boeing B-29 Superfortress nhưng thực tế đã chứng minh không hiệu quả. La-11 mất đến 26 phút để đạt đến độ cao bay thông thường của B-29 và La-11 chỉ có lợi thế tốc độ hơn có 20 km/h (12 mph), do đó B-29 đã dễ dàng tránh được những cuộc công bổ nhào của La-11.

## Các quốc gia sử dụng
- Liên Xô
- Trung Quốc
- CHDCND Triều Tiên

## Thông số kỹ thuật (La-11)

### Đặc điểm riêng
- Phi đoàn: 1
- Chiều dài: 8.62 m (28 ft 3 in)
- Sải cánh: 9.80 m (32 ft 2 in)
- Chiều cao: 3.47 m (11 ft 5 in)
- Diện tích cánh: 17.6 m² (189 ft²)
- Trọng lượng rỗng: 2.770 kg (6.107 lb)
- Trọng lượng cất cánh: 3.730 kg (8.223 lb)
- Trọng lượng cất cánh tối đa: 3.996 kg (8.810 lb)
- Động cơ: 1× Shvetsov ASh-82FN, 1.380 kW (1.850 hp)

### Hiệu suất bay
- Vận tốc cực đại: 674 km/h (420 mph)
- Tầm bay: 2.235 km (1.393 mi)
- Trần bay: 10.250 m (33.620 ft)
- Vận tốc lên cao: 758 m/phút (2.486 ft/phút)
- Lực nâng của cánh: 212 kg/m² (44 lb/ft²)
- Lực đẩy/trọng lượng: 0.37 kW/kg (0.23 hp/lb)

### Vũ khí
- 3x pháo 23 mm Nudelman-Suranov NS-23, 75 viên/khẩu

## Nội dung liên quan

### Nội dung liên quan
- La-126
- La-138
- La-9

### Máy bay có tính năng tương đương
P-51 Mustang

### Trình tự thiết kế
- VVS: La-5 - La-7 - La-9 - La-11 - La-15
- Lavochkin: La-126 - La-130 - La-132 - La-134 - La-138 - La-140 - La-150